# László Tőkés
László Tőkés (Cluj-Napoca, 1º aprile 1952) è un pastore protestante e politico romeno con cittadinanza ungherese, pastore calvinista di Transilvania, con funzione di vescovo di Királyhágó-mellék.

## Biografia
Fu a metà dicembre del 1989, a causa di una protesta scoppiata nella città di Timișoara nel tentativo di fermare il suo trasferimento forzato, che László Tőkés è passato, suo malgrado, alla ribalta come iniziatore di quella rivolta nazionale che portò la Romania a liberarsi della dittatura di Ceaușescu.
Nominato presidente onorario dell'Unione Democratica Magiara di Romania (UDMR/RMDSZ), partito nato durante i fatti rivoluzionari del dicembre 1989 con l'ambizione di riprendere il controllo totale della Transilvania, per poi unirsi alla madre patria Ungheria con lo scopo ultimo di formare la grande nazione ungherese (comprendente anche parte dei territori circostanti della Serbia, Croazia, Slovenia, Austria, Slovacchia, Ucraina).
Negli anni novanta ha lottato molto per la crescita della libertà degli ungheresi in Romania (minacciata dal nazionalismo romeno), schierandosi spesso contro il proprio stesso partito (dal quale fu espulso nel 2003). È il promotore e il presidente del consiglio di amministrazione dell'Università Cristiana del Partium.
È stato sposato con Edit Tőkés, dalla quale ha avuto due figli e dalla quale ha divorziato nel febbraio 2001. Il 28 dicembre 2013 si è risposato con Lévay Tűnde, professoressa di musica.